# Tillbaks på ruta ett
Tillbaks på ruta ett är en låt skriven av Bob hund och den är utgiven på singeln "Ett fall & en lösning" från 1997 och på singelskivan 10 år bakåt och 100 år framåt från 2002. Bob hund snackade om att översätta Joy Divisions låt "Love Will Tear Us Apart" till svenska, men med annan musik och melodi. Resten som blev kvar av den idén blev raden "kärlek sliter isär igen".